# フッ化テトラ-n-ブチルアンモニウム
フッ化テトラ-n-ブチルアンモニウム（フッかテトラブチルアンモニウム、英: Tetra-n-butylammonium fluoride）は、化学式[(CH
3CH
2CH
2)
4N]+
F−
で表される第四級アンモニウム塩である。一般的には"TBAF"やn-Bu4NFとも表される。白色固体の三水和物または、テトラヒドロフラン溶液として市販されている。フッ化テトラ-n-ブチルアンモニウムは、有機溶媒中のフッ化物イオンの供給源として使用される。

## 調製と特性
フッ化テトラ-n-ブチルアンモニウムは、フッ化水素酸をイオン交換樹脂に通した後、臭化テトラブチルアンモニウムを加えることで調製できる。また、フッ化テトラ-n-ブチルアンモニウムは、水分を蒸発させることで、油として定量的に回収できる。
フッ化物の塩基性の割合は、水溶液から非プロトン性溶媒に移行する際に、20pK以上増加するため、無水試料の調製は難しい。ただし、水和物の試料を真空下で77 ℃まで加熱すると、ビフルオリド塩に分解する。また、同様に、高真空下で40 ℃で乾燥させた試料は、約10 - 30 モル％の水と約10％の二フッ化物を含んでいる。無水のフッ化テトラ-n-ブチルアンモニウムは、ヘキサフルオロベンゼンとシアン化テトラブチルアンモニウムの反応によって調製されている。塩溶液は、アセトニトリルとジメチルスルホキシド中で安定である。

## 反応と用途
フッ化物イオンは、非常に強力な水素結合受容体であるため、その塩類は水和されやすく、有機溶媒中での溶解度が制限される傾向にある。フッ化テトラ-n-ブチルアンモニウムは、フッ化物イオン供給源として、この問題を解決するが、フッ化テトラ-n-ブチルアンモニウム試料のほとんどが水和物であり、フッ化物だけでなく、ビフルオリド（HF−
2）や水酸化物イオン（OH−
）の形成も起こる。多くの用途では、非均一または定義がないフッ化物源を許容している。
有機溶媒中のフッ化物源として、フッ化テトラ-n-ブチルアンモニウムは、シリルエーテルの保護基を除去するために使用される。また、相間移動触媒および、弱塩基としても使用される。脱保護剤として、DMSO中のフッ化テトラ-n-ブチルアンモニウムはO-シリル化エノラートをカルボニルに変換する。さらに、フッ化テトラ-n-ブチルアンモニウムは、C-Si結合に対して、カルバニオンを生成し、それが求電子剤による捕捉や、プロトノリシスを受けることもある。